# 179e méridien est
Pour les articles homonymes, voir 179e méridien.
En géographie, le 179e méridien est est le méridien joignant les points de la surface de la Terre dont la longitude est égale à 179° est.

## Géographie

### Dimensions
Comme tous les autres méridiens, la longueur du 179e méridien correspond à une demi-circonférence terrestre, soit 20 003,932 km. Au niveau de l'équateur, il est distant du méridien de Greenwich de 19 926 km,.
Avec le 1er méridien ouest, il forme un grand cercle passant par les pôles géographiques terrestres.

### Régions traversées
En commençant par le pôle Nord et descendant vers le sud au pôle Sud, Le 179e méridien est passe par:
| Coordonnées           | Pays, territoire ou mer | Notes |
| --------------------- | ----------------------- | --- |
| 90° 00′ N, 179° 00′ E | Océan Arctique          | |
| 71° 15′ N, 179° 00′ E | Russie                  | Tchoukotka — Île Wrangel |
| 70° 50′ N, 179° 00′ E | Mer des Tchouktches     | |
| 69° 20′ N, 179° 00′ E | Russie                  | Tchoukotka |
| 64° 42′ N, 179° 00′ E | Mer de Bering           | Golfe d'Anadyr |
| 63° 19′ N, 179° 00′ E | Russie                  | Tchoukotka |
| 62° 20′ N, 179° 00′ E | Mer de Bering           | |
| 51° 34′ N, 179° 00′ E | États-Unis              | Alaska — île de Amchitka |
| 51° 30′ N, 179° 00′ E | Océan Pacifique         | Passe juste à l'est de l'île Vaitupu, Tuvalu (à 7° 29′ S, 178° 42′ E) Passe juste à l'ouest de l'atoll Funafuti, Tuvalu (à 8° 31′ S, 179° 02′ E)                          |
| 16° 28′ S, 179° 00′ E | Fidji                   | Île de Vanua Levu |
| 16° 55′ S, 179° 00′ E | Mer de Koro             | Passe juste à l'est de l'île Makogai, Fidji (à 17° 26′ S, 178° 59′ E) |
| 17° 36′ S, 179° 00′ E | Fidji                   | Île Wakaya (en) |
| 17° 37′ S, 179° 00′ E | Océan Pacifique         | Passe juste à l'ouest des Îles Bounty, Nouvelle-Zélande (à 47° 42′ S, 179° 02′ E) Passe juste à l'est des Îles des Antipodes, Nouvelle-Zélande (at 49° 41′ S, 178° 50′ E) |
| 60° 00′ S, 179° 00′ E | Océan Austral           | |
| 78° 14′ S, 179° 00′ E | Antarctique             | Dépendance de Ross, Liste des territoires revendiqués par la Nouvelle-Zélande                                                                                             |